# Kingdoms (álbum de Broadway)
Kingdoms es el primer álbum de estudio de la banda norteamericana de Post-hardcore Broadway lanzado el 7 de julio de 2009 por la discográfica Uprising Records y producido por Cameron Mizell.

## Lista de canciones
| N.º | Título                                                                   | Duración |  |
| 1.  | «Intro»                                                                  | 0:24     |  |
| 2.  | «Redeeming a Monster»                                                    | 3:37     |  |
| 3.  | «Last Saturday»                                                          | 4:30     |  |
| 4.  | «Meg Ryan Would Play You in the Movie»                                   | 4:31     |  |
| 5.  | «Don't Jump the Shark Before You Save the Whale (featuring Jonny Craig)» | 4:19     |  |
| 6.  | «We Are Paramount»                                                       | 3:41     |  |
| 7.  | «Interlude»                                                              | 0:49     |  |
| 8.  | «You Gotta Love That Southern Charm»                                     | 3:35     |  |
| 9.  | «You Bring the Thunder, I'll Bring the Lightning»                        | 4:15     |  |
| 10. | «AWOL»                                                                   | 3:51     |  |
| 11. | «The Same Thing We Do Everyday Pinky (featuring Craig Owens)»            | 4:45     |  |
| 12. | «The Prom Queen Has No Friends»                                          | 4:17     |  |

## Personal
Broadway
- Misha Camacho - vocalista
- Gabriel Fernández - bajo
- Jack Fowler - guitarra
- Sean Connors - guitarra
- Jake Garland - batería

Producción
- Producido por Cameron Mizell